# Elginerpeton
Elginerpeton ist eine Gattung zu den frühen Landwirbeltieren gehörender, vierfüßiger Vertreter der „Stegocephalia“, welche im Oberdevon vor ca. 375 Mio. Jahren lebte. Typusart und einzige bekannte Art ist Elginerpeton pancheni. Die Gattung und Art wurde im Jahr 1995 durch Per Erik Ahlberg erstbeschrieben.

## Fundort
Die Funde stammen von der Lokalität Scat Craig nahe Elgin im Norden Schottlands. Hier sind Gesteine des Frasnium in einem Bacheinschnitt freigelegt. Das der Erstbeschreibung zugrundeliegende Material stammt überwiegend aus älteren Aufsammlungen und lag teilweise schon seit Jahrzehnten unbearbeitet in Museumssammlungen. Nachdem die Bedeutung der Funde klar wurde, wurden 1992 gezielte Ausgrabungen durchgeführt, die aber nur wenig neues Material erbrachten. Die fossilierten Knochen sind abgerollt und disartikuliert in einen grobkörnigen Sandstein eingebettet, es ist davon auszugehen, dass sie vor der Einbettung von fließendem Wasser transportiert worden waren. Der genaue Lebensraum der Art kann daher nicht rekonstruiert werden. Elginerpeton wurde zusammen mit Fischfossilien von Placodermi, Porolepiformes und kieferlosen Fischen eingebettet. Vermutet wird ein Lebensraum in einem Fließgewässer, das in die Orkadischen Seen einmündete.

## Funde
Elginerpeton ist durch Fragmente des Ober- und Unterkiefers inklusive des Praemaxillare und einigen Bestandteilen der Extremitäten mit Teilen von Hüft- und Schultergürtel sowie einem Wirbel fossil überliefert. Das Holotyp-Exemplar ist ein rund 10 Zentimeter langes Unterkieferfragment. Die Länge des rekonstruierten Unterkiefers wird auf 40 Zentimeter geschätzt. Die Zuordnung der postkranialen Skelettelemente erfolgte ausschließlich auf Basis der vergleichbaren Größe. Ein Fossilbeleg, der die Zugehörigkeit zu den Kieferfragmenten bestätigt liegt jedoch nicht vor. Es gibt eine wissenschaftliche Kontroverse um die Zuordnung eines Knochen als möglicher Humerus. Die Zuordnung des entsprechenden Belegs wurde bestritten, die Kritik vom Erstbeschreiber zurückgewiesen und anschließend von den Kritikern bekräftigt. Da die Beteiligten Wissenschaftler alle als hervorragende Fachleute für die Evolution der frühen Tetrapoden gelten, ist die Kontroverse bisher nicht entschieden. Sie ist deshalb von Bedeutung, da Elginerpeton das früheste Tetrapoden-Fossil ist, von dem tatsächlich Reste der Extremitäten vorliegen. Die Anatomie des Beckengürtels ist vergleichbar zu Vertretern aus der Stammgruppe der Tetrapoden wie Ichthyostega. Der Oberschenkelknochen (Femur) war kurz und flach, seine Form lässt vermuten, dass die Hinterbeine eher als Paddel beim Schwimmen eingesetzt wurden als dass das Tier damit auf trockenem Grund laufen konnte. Damit erscheint eine aquatische Lebensform weit wahrscheinlicher als ein Lebensraum an Land. Der Schädel war eher flach, mit einer dreieckigen, zugespitzten Schnauze.

## Rekonstruktion
Auf Basis aller zugeordneten Skelettelemente wird für Elginerpeton eine Gesamtlänge von mindestens 1,5 Metern vermutet. Damit wäre er, nach dem porolepiformen Fleischflosser Holoptychius giganteus der zweitgrößte Räuber im damaligen Ökosystem gewesen. Die Gattung Elginerpeton wurde zusammen mit der etwas gleichaltrigen (vermutlich unwesentlich jüngeren), in West-Russland und Lettland gefundenen Obruchevichthys (mit der einzigen Art Obruchevichthys gracilis) in die Familie Elginerpetonidae eingeordnet.
Bei modellierten biomechanischen Analysen der Unterkiefer verschiedener basaler Tetrapoda ergab sich für Elginerpeton eine im Verhältnis zu den Verwandten hohe simulierte Bisskraft, übertroffen wurde sie nur von den basalen, karbonischen (und damit weitaus jüngeren) wasserlebenden Tetrapoden Crassigyrinus und Megalocephalus. Aufgrund des dünnen Kiefers waren sie aber gleichzeitig am anfälligsten für hohe Belastungen. Möglicherweise verhinderte das Tier im Leben hohe und damit möglicherweise bruchgefährdende Belastungen durch verminderte Muskelleistung der Adduktoren, außerdem waren die Meckel’schen Fenster recht klein und der Kopf außerdem durch Hautverknöcherungen (Osteoderm) gepanzert. Rekonstruiert wird Elginerpeton als ein Räuber mit schnellen, kraftvollen Bissen, eingesetzt innerhalb des Wassers, möglicherweise um agile, kleine Beuteorganismen zu jagen.
Die russische und lettische Gattung Obruchevichthys und Elginerpeton stellen die ältesten bekannten Stammtetrapoden dar. Aus dem Frasnium sind außerdem die Gattungen Sinostega (mit der Art Sinostega pani) und Metaxygnathus (mit der Art Metaxygnathus denticulus) bekannt. Allerdings sind schon aus älteren Schichten des Eifelium Spurenfossilien vermuteter Tetrapoden überliefert, deren Spurerzeuger aber bisher unbekannt sind.